# Sziklay Ferenc
Sziklay Ferenc Ernő Alfonz (Aranyida, 1883. október 11. – Kassa, 1943. december 19.) középiskolai tanár, író, újságíró, 1922 márciusától 1938-ig a csehszlovákiai magyar pártok ún. Kultúrreferátusának vezetője. 1939-től Kassán tanügyi tanácsos, majd haláláig a kassai tankerület főigazgatója. Fia, Sziklay László (1912–1987) neves irodalomtörténész, a szlovák-magyar kulturális kapcsolatok kutatója.

## Pályája
Egy polgári származású családban született. Apja, Sziklay Alfonz (1852-1918), bányatanácsos, bányaigazgató, anyja, Platzer Irén (1855–1889) volt. Apai nagyapja, eredetileg Sziegler Vilmos, kereskedő volt; gyermeke a "Sziklay" nevet vette fel.
Középiskoláit Kassán végezte, majd Kolozsvárott szerzett bölcsészdoktori diplomát 1909-ben. Több város, így Pozsony, Szatmár (1909–1911), Fehértemplom és 1913-1919 között Kassa főreáliskolájában tanított. Részt vett az első világháború harcaiban, 1914–1916-ban az orosz harctéren, 1917-ben Kassán pótüteg segédtiszt, 1917-1918-ban a román és olasz harctéren. 1919–1921 között a kassai Esti Újság szerkesztője volt, majd a Prágai Magyar Hírlap irodalmi főmunkatársa. 1938–1943 között a kassai tankerület főigazgató-helyettesi tisztét látta el.
Tanári és újságírói munkássága mellett szépirodalommal is foglalkozott. Cseh és szlovák szerzők munkáiból fordított magyarra. Az elcsatolás után a Felvidék magyar regényírását ő indította el 1924-ben kiadott történeti regényével, a Hangzatkával. Csermák Antal, a csehországi születésű, de magyarrá lett 19. századi hegedűművész szomorú szerelmi történetét dolgozta föl benne.
Hagyatéka nagyrészt máig feldolgozatlan.

## Művei
- Arany János magyar verselése. Egy fejezet a magyar ritmus fejlődéstörténetéből; Kuhn Ny., Fehértemplom, 1912
- A császár bora; Wunder Ny., Fehértemplom, 1913
- Catullus (dráma, Kassa, 1920)
- A Cseh-Szlovák köztársaság népművelési törvényei és rendeletei. A községi közkönyvtárakról és az állampolgári nevelésről; összeáll. Sziklay Ferenc; Szent Erzsébet Ny., Kosice, 1923
- Hangzatka (regény, Berlin, 1924)
- A fekete ember (regény, Berlin, 1926; Cserni Jován rác kalandor története a mohácsi vész után)
- A Pünkösthy lányok (színmű, Kassa, 1926)
- Lírai antológia. Szlovenszkó és Ruszinszkó magyar költőinek alkotásaiból; szerk. Sziklay Ferenc; Voggenreiter, Berlin, 1926
- Harminc év. Kazinczy évkönyv 1898-1928, 3-14.
- A világ ura (1929)
- A jöttment (regény, Kassa, 1932)
- Hová? (1934)
- A Csehszlovák Köztársaság népművelési törvényei és rendeletei (Kassa, 1935)
- Kassa (Budapest, 1938)
- Kassa lelke. Napkelet 17/1, 1939, 37-40.
- Felvidéki magyar kultúrélet válaszútján. Láthatár 7/2, 1939, 63-71.
- Falusi Madonna. Életkép, 3 felv.; Magyar Népművelők Társasága, Bp., 1942 (A "Magyar lélek" műkedvelő könyvtára)
- Mikor az óra üt (regény, Kassa, 1943)
- Összehasonlító statisztikai kimutatás Szlovenszkó azon községeiről, melyekben magyar többség, vagy legalább 200 főnyi magyar kisebbség van, valamint ezen községek iskolai helyzetéről (Košice)
- Kassa magyarsága a 20 cseh év alatt
- A szlovenszkói magyar népoktatás helyzetrajza; szerzői, Bratislava-Pozsony, s.a.